# Золотоніська міська територіальна громада
Золотоніська міська громада — територіальна громада в Україні, в Золотоніському районі Черкаської області. Адміністративний центр - місто Золотоноша. Утворена Розпорядженням Кабінету Міністрів України від 12 червня 2020 року. Площа громади - 465.5 км², чисельність населення - 35666 осіб (станом на 2020 рік), в тому числі міського - 27664 особи, сільського - 8002 особи.

## Адміністративно-територіальний устрій
До громади увійшла одна міська рада:
- Золотоніська

та п'ять сільських рад:
- Благодатнівська
- Деньгівська
- Коробівська
- Кропивнянська
- Крупська

Вони включали 15 населених пунктів, що стали членами громади. З них одне місто:
- Золотоноша

11 сіл:
- Благодатне
- Деньги
- Згар
- Кедина Гора
- Комарівка
- Коробівка
- Кропивна
- Крупське
- Маліївка
- Хвильово-Сорочин
- Щербинівка

та 3 селища:
- Гришківка
- Снігурівка
- Ярки

## Населення

### Мова
Розподіл населення населених пунктів громади за рідною мовою за даними перепису 2001 року:
| Мова            | Чисельність, осіб | Відсоток |
| --------------- | ----------------- | -------- |
| Українська      | 35 678            | 93,20%   |
| Російська       | 2 268             | 5,92%    |
| Вірменська      | 99                | 0,26%    |
| Ромська         | 63                | 0,17%    |
| Білоруська      | 56                | 0,15%    |
| Румунська       | 26                | 0,07%    |
| Інші/Не вказали | 92                | 0,23%    |
| Разом           | 38 282            | 100%     |